# 大重氏
大重氏（おおしげし）は、日本の氏族。

## 概要
伊集院忠国（伊集院氏第5代当主）の子、忠季が大重を領したことに始まる。
始祖は紀姓よりその始りをみる。
以後大政奉還まで薩摩藩士として続く。